# 陳翠屏
陳翠屏 (Chan Chui Ping)有「美艷親皇」美譽的粵曲伶人、香港電影及電視明星。
- 初期常參加電臺播音，她的名曲有《燕歸花退香》、《落花飄零》、《愧對東王》[1]。
- 1966年，麗的電視的「中文臺」，星期六的《麗的歌壇》節目，由陳翠屏、白瑛、李芬芳及尹球演唱粵曲[2]。

- 60年代駐香港島北角「麗宮酒樓」及九龍「金漢酒樓」，與陳錦紅(小明星首徒) 、司徒玉、司徒珍、新任劍輝及徐柳仙等粵曲伶人，在「粵曲茶座」演出[3]
  - 「麗宮酒樓」位於香港島北角英皇道293-299 號璇宮大廈二樓，由董士長：劉衡仲、監督：李康節、經理：陳鉅、鄒鏗等聯合投資，面積萬餘平方英呎，分成粵菜部及夜總會。1957年4月10日(星期三)下午5時由周壽臣先生主持揭幕，開幕儀式由新馬師曾、何非凡及張瑛擔任司儀，40多位一線頂級粵劇紅伶及國、粵語片明星剪綵；1957年4月11日(星期四)早上7時正式營業[4][5]。
  - 「金漢酒樓 Buckingham Restaurant」，位於九龍油麻地彌敦道317至321號與寧波街的交界處，由董士長：劉衡仲、監督：劉炳林、總經理：黃靄初、經理：陳鉅、鄒鏗等聯合投資，1959年9月25日(星期五)正午12時由周㻐年先生主持揭幕，數十位位一線頂級粵劇紅伶及國、粵語片明星剪綵；1959年9月26日(星期六)正式營業 [6][7]。

- 活躍於20世紀40年代末期至60年代的香港電影女星，從銀幕處女作《百鳥朝凰》(1947年，飾演鶯鶯)至息影作《秀娘》(1970年，飾演秋菊) ，演出約150齣電影。

## 外部連結
- 香港電影資料館：陳翠屏參演過的電影的記錄[永久]
- 香港影庫：陳翠屏 （页面存档备份，存于）
- 陳翠屏演唱《香港美景多璀璨》的片斷 （页面存档备份，存于）侵犯版權?